# Cycas platyphylla
Cycas platyphylla är en kärlväxtart som beskrevs av Kenneth D. Hill. Cycas platyphylla ingår i släktet Cycas, och familjen Cycadaceae. IUCN kategoriserar arten globalt som starkt hotad. Inga underarter finns listade i Catalogue of Life.

## Bildgalleri

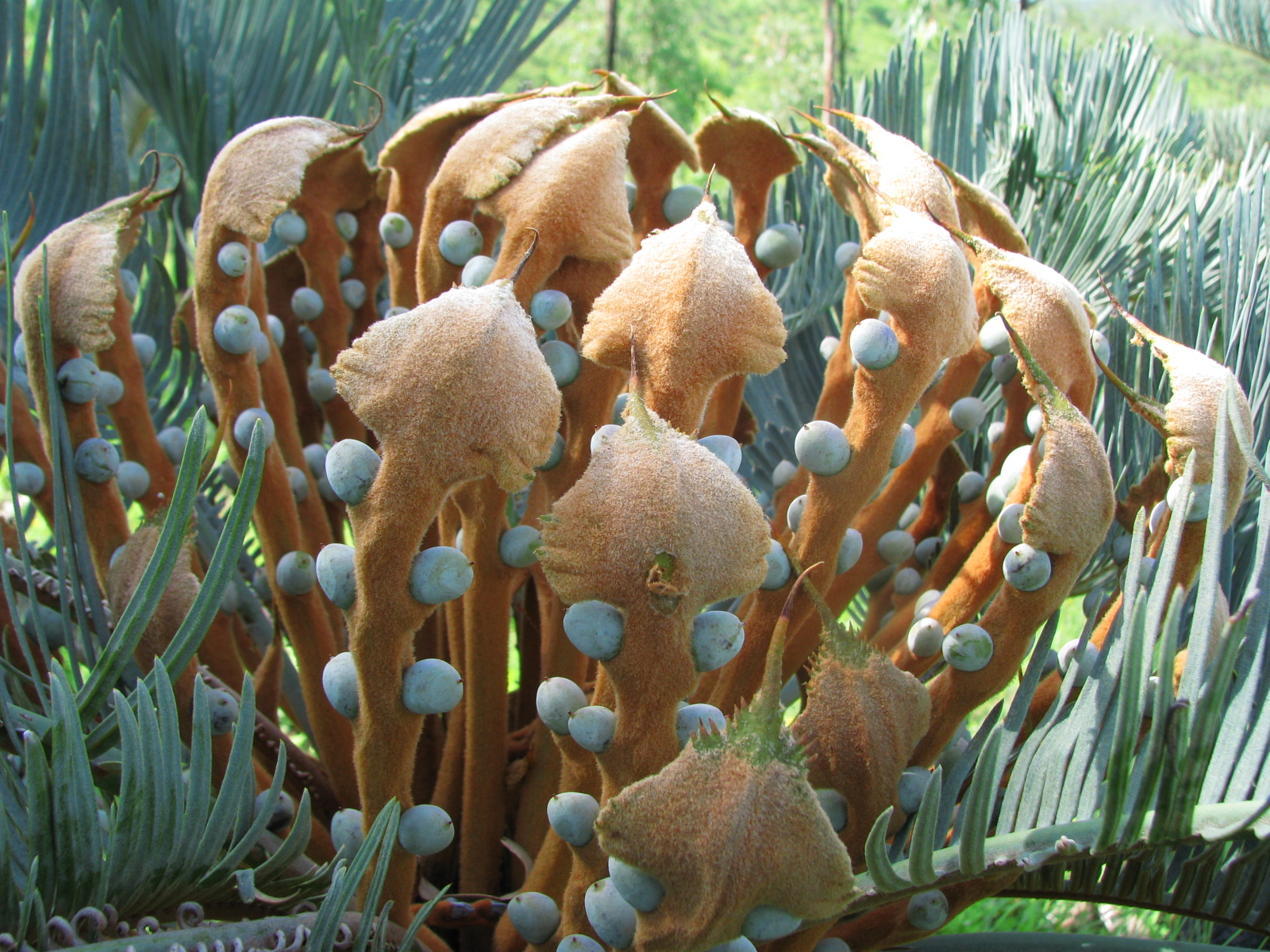
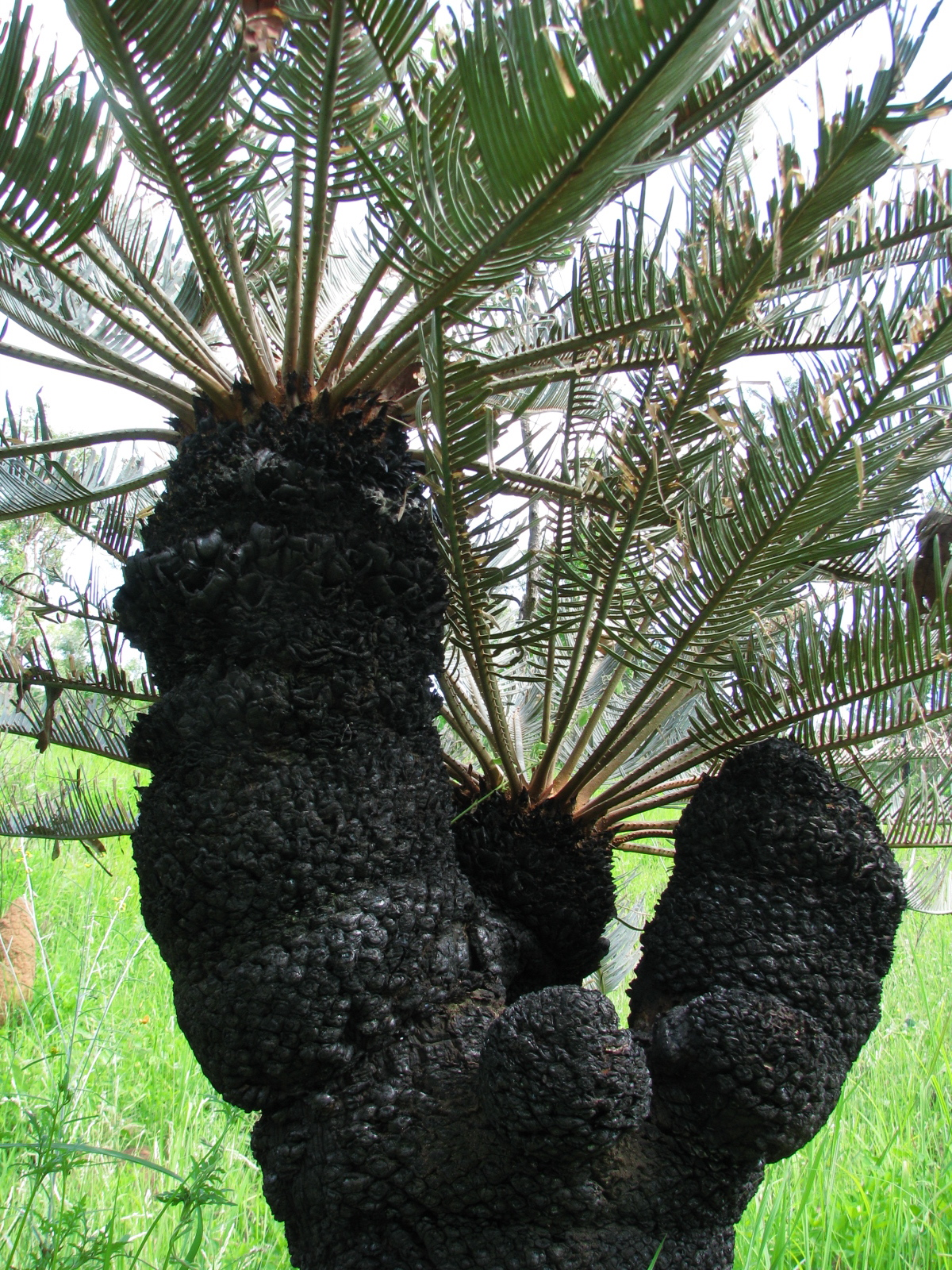
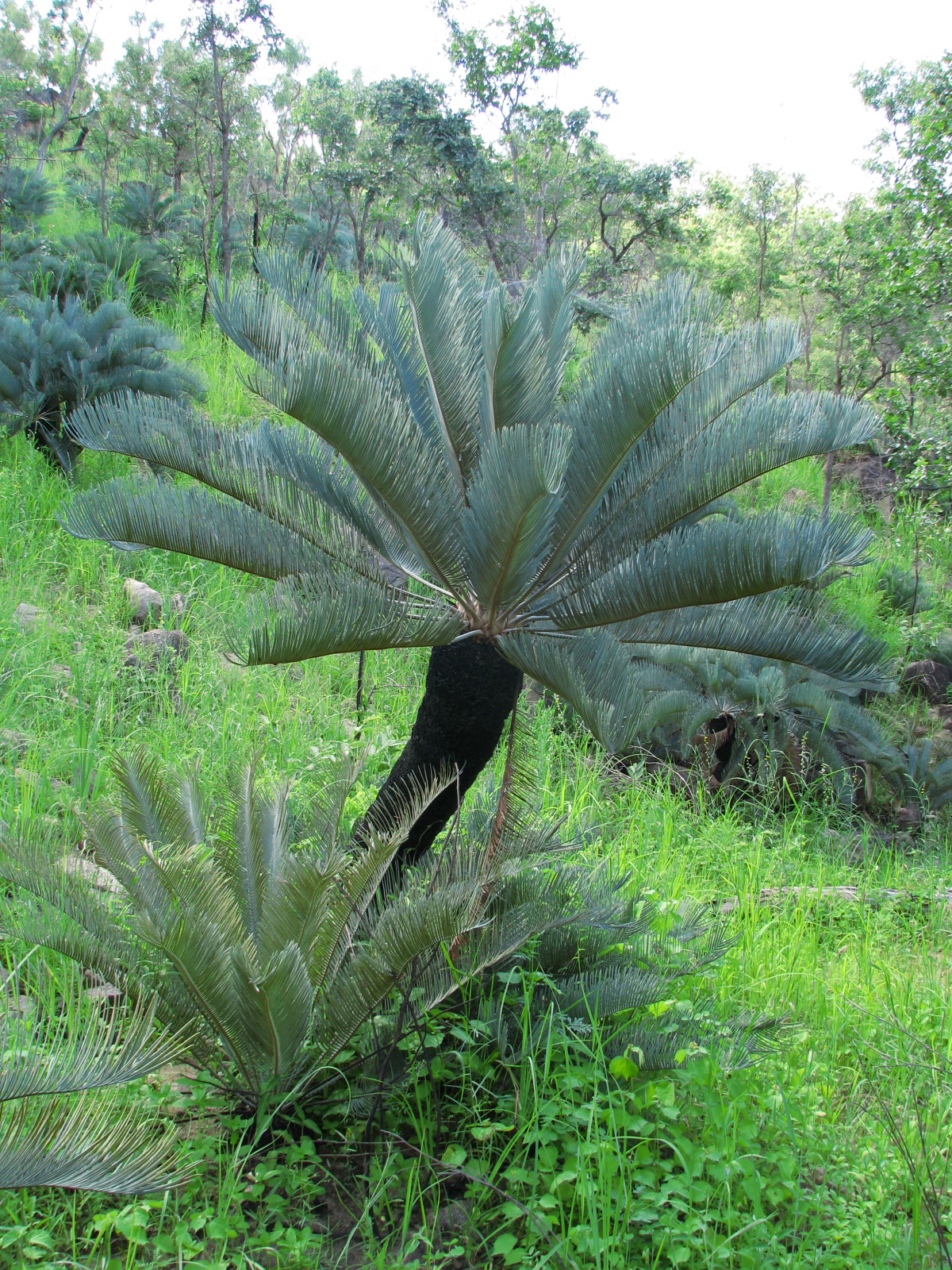
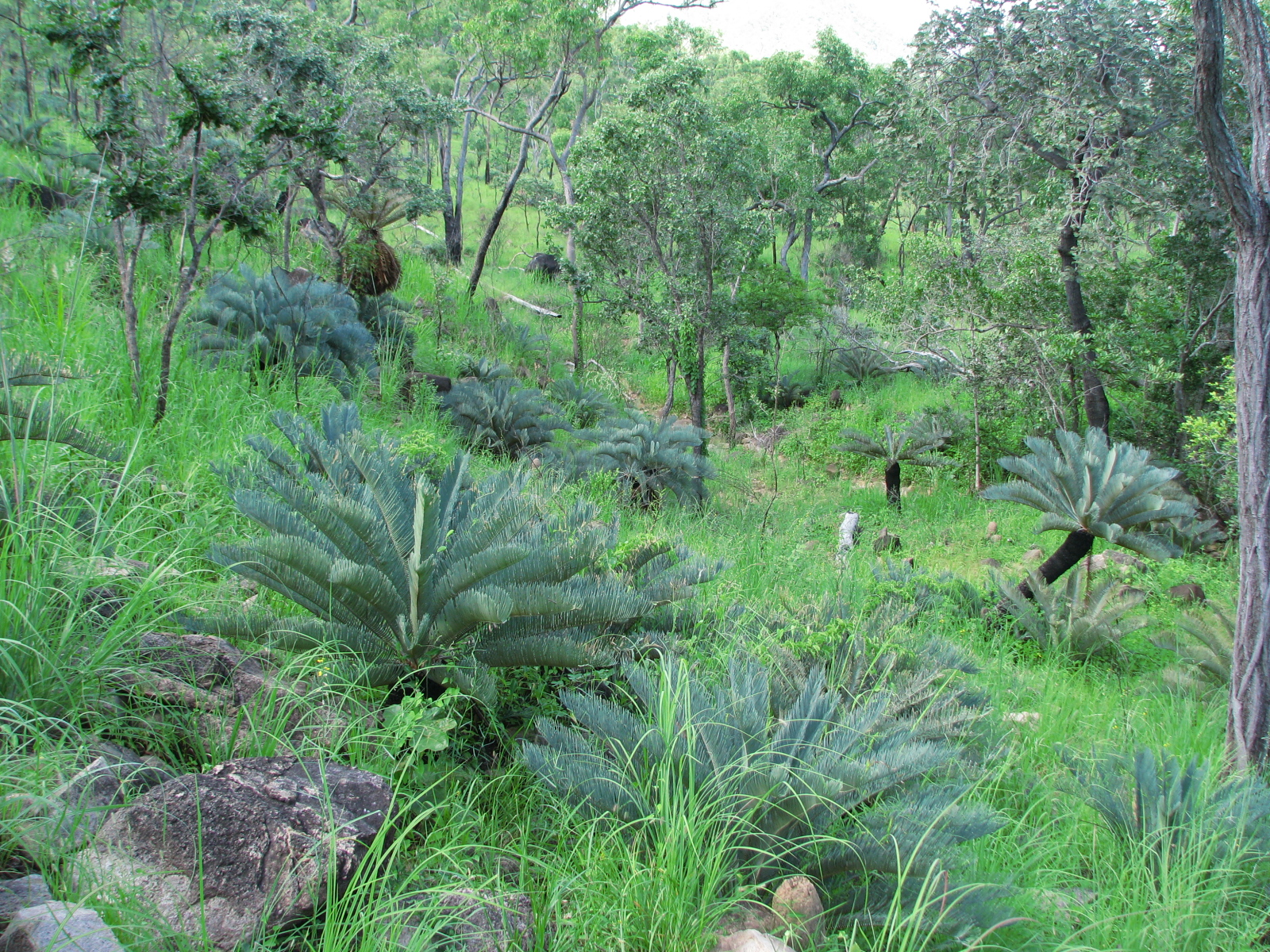
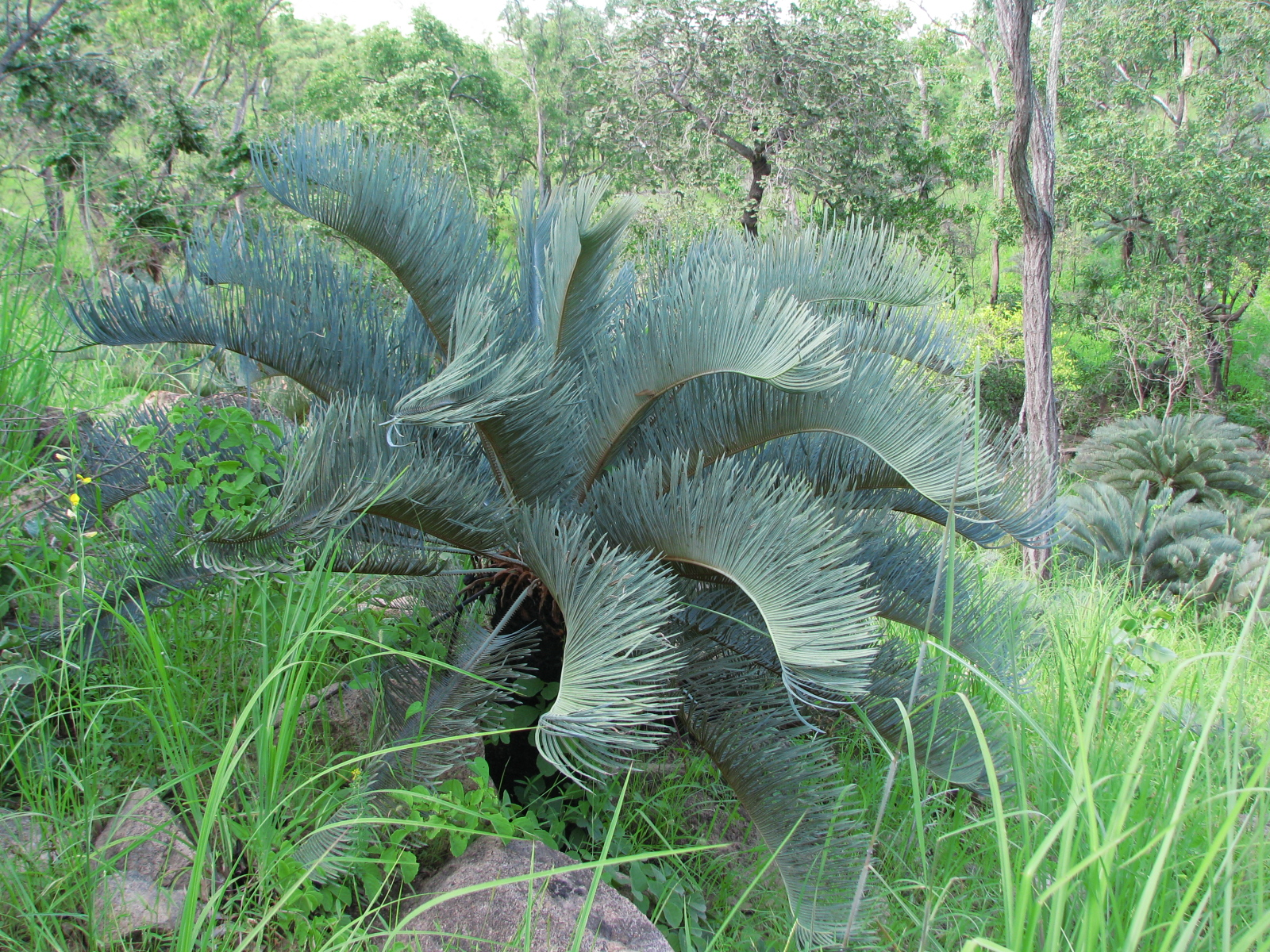
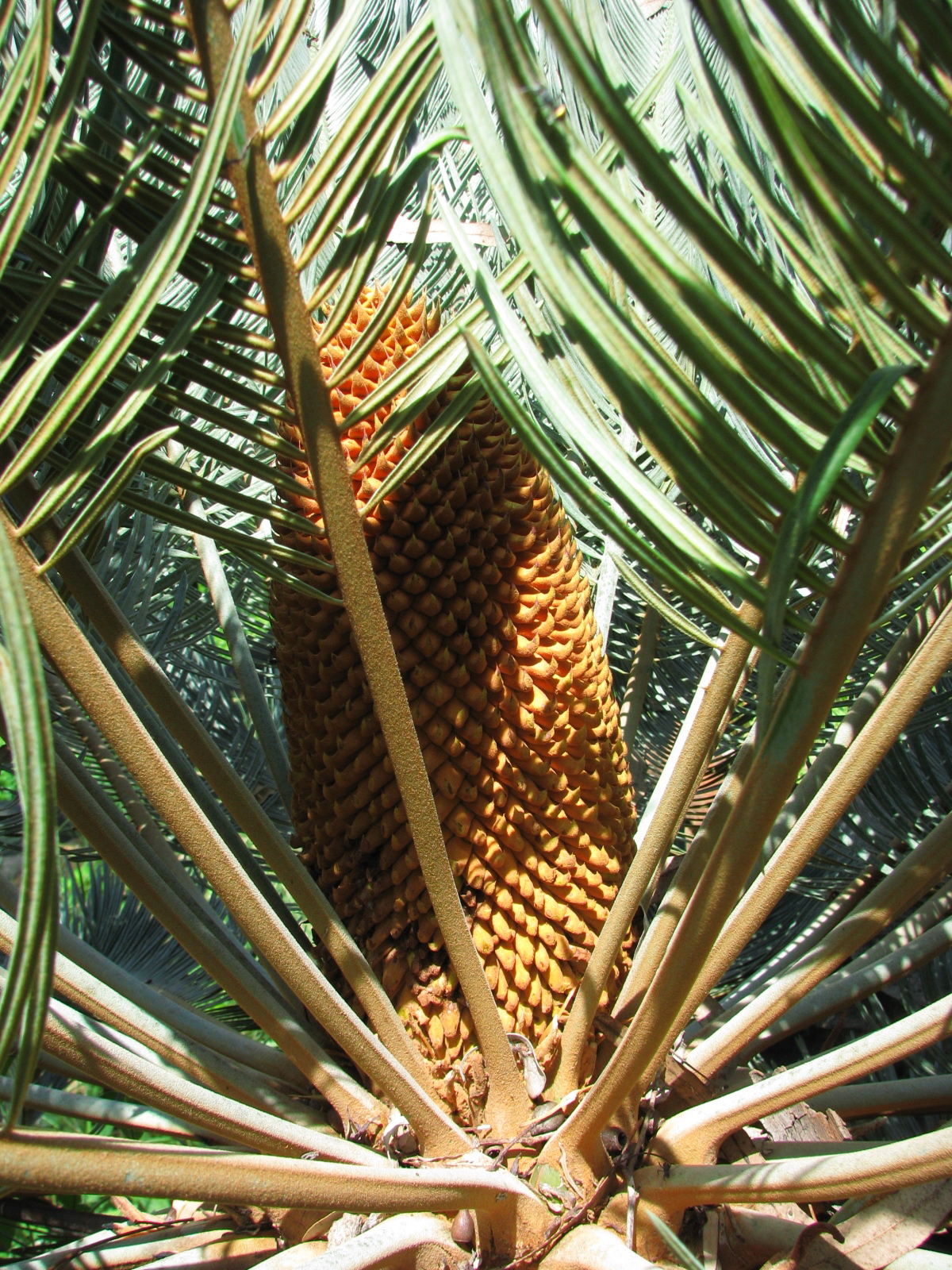